# Krater Śiwa
Krater Śiwa (Shiva) – struktura dna oceanicznego na Morzu Arabskim, na zachód od wybrzeża Indii. Przypuszczalnie jest to krater uderzeniowy, największy spośród kraterów powstałych podczas wymierania kredowego, na przełomie kredy i paleogenu, i jeden z największych na Ziemi (obok - również niepotwierdzonego - krateru na Ziemi Wilkesa).

## Struktura krateru
Krater, znajdujący się na dnie oceanicznym, został rozerwany przez liczne uskoki. Odtworzona struktura jest owalna, wydłużona i ma rozmiary około 400×600 km. Sugeruje to, iż bolid który pozostawił ten krater, miał około 40 km średnicy. Uderzenie w Ziemię ciała o takiej wielkości uwolniłoby 1,45×1025 dżuli energii kinetycznej i doprowadziło do kilku anomalii geodynamicznych.
Według rekonstrukcji dryfu kontynentów w czasie impaktu Indie stanowiły dużą wyspę, po odłączeniu się Madagaskaru, znajdującą się mniej więcej w połowie drogi pomiędzy Afryką a Azją.
Z kolizją tą związać można okres wyjątkowo silnej aktywności wulkanicznej w Indiach, w wyniku którego utworzyły się trapy Dekanu. Pokłady lawy z tego okresu zajmują 500 000 km² i sięgają grubości 2 km. Badania wykazały, że niektóre pojedyncze erupcje trwały 30 000 lat, emitując do atmosfery ponad 1,5 biliona ton siarki i tworząc pokłady lawy grube na 600 m.

## Kontrowersje
Część środowiska naukowego nie zgadza się z hipotezą pozaziemskiego pochodzenia tej struktury, sugerując że kwarc szokowy może pochodzić z impaktu na Jukatanie i zwracając uwagę na rzadko spotykany wydłużony kształt domniemanego krateru. Badania krateru Śiwa są bardzo utrudnione, gdyż obszar na którym się on znajduje jest pod kontrolą kompanii naftowych i rządu Indii, które ograniczają wstęp geologom.

## Teoria wielu uderzeń
Znanych jest już kilka kraterów uderzeniowych z granicy kredy i paleogenu. Jeżeli meteorytowe pochodzenie krateru Śiwa zostanie potwierdzone, to okaże się, że za wymieranie kredowe odpowiadają dwa główne impakty:
- Śiwa na Morzu Arabskim,
- Chicxulub na Jukatanie w Meksyku,

i cała seria mniejszych:
- Bołtysz na Ukrainie,
- Silverpit na Morzu Północnym (niepotwierdzony),
- Eagle Butte w prowincji Alberta w Kanadzie,
- Vista Alegre w stanie Parana w Brazylii,

na co nałożyły się erupcje wulkaniczne na płaskowyżu Dekan. Uderzenia te prawdopodobnie następowały na przestrzeni kilkuset tysięcy lat, kratery w Brazylii i Kanadzie są datowane na początek paleocenu, podczas gdy dwa największe związać można bezpośrednio z granicą er. Oprócz natychmiastowych skutków zderzenia (pożary w skali kontynentu, opad pyłów i stopionych fragmentów skał praktycznie na całej planecie, fale tsunami dziesiątki razy większe od związanych z trzęsieniami ziemi), doprowadziło to do długotrwałych zmian klimatycznych. Zjawisko typu zimy nuklearnej trwające przez wiele miesięcy spowodowało znaczące ochłodzenie i zanik wegetacji roślin, co doprowadziło do wyginięcia ogromnej liczby gatunków, między innymi wszystkich dinozaurów (poza ptakami), amonitów, belemnitów i większości gatunków otwornic.